# 中崎敏 (俳優)
中崎 敏（なかざき はや、1991年 - ）は、日本の俳優。北海道生まれ。

## 経歴
3歳から7歳までハワイに暮らす。札幌市で高校まで育ち、慶應義塾大学環境情報学部に進学。在学中に短編映画に出演したことをきっかけに2013年から俳優を志し、ニューヨークフィルムアカデミーに短期留学。

## 出演

### 映画
- 3泊4日、5時の鐘（2014年） - 小口知春 役
- 東京藝術大学大学院映像研究科11期修了作品「ミュジックのこどもたち[5]」（2017年）
- 帝一の國 [2]（2017年4月29日） - 副生徒会長 宝来繁蔵 役
- デメキン（2017年12月2日）[2] - ヒカル 役
- The Outsider（2018年、NETFLIX）[2]
- ある殺人、落葉のころに（2019年）第15回大阪アジアン映画祭にて公開[6]
- ワンダーウォール劇場版（2020年4月10日） - 三船康介 役[7]
- 花束みたいな恋をした（2021年1月29日） - 青木海人 役[8]
- やがて海へと届く（2022年4月1日） - 国木田聡一 役[9]
- わたしの見ている世界が全て（2023年3月31日） - 熊野拓示 役
- sio/100年続く、店のはじまり（2023年4月21日） - ナレーション[10]

### テレビドラマ
- ワンダーウォール〜京都発地域ドラマ〜（2018年7月25日、NHK BSプレミアム） - 三船康介 役
- 横溝正史短編集II　第3回「犬神家の一族」(2020年2月1日、NHK BSプレミアム） - 犬神佐武 役[2]
- NHKスペシャル「アナウンサーたちの戦争」（2023年8月14日、NHK総合） - 畑中少佐 役

### CM
- 都道府県民共済グループ（2020年）[11]